# گئورگ باغداساریان
گئورگ کوریونی باغداساریان (ارمنی: Գևորգ Կորյունի Բաղդասարյան؛ زادهٔ ۵ ژانویهٔ ۱۹۵۶) یک  سیاستمدار اهل ارمنستان است که از تاریخ ۱۹۹۰ تا تاریخ ۱۹۹۵ سمت نمایندگی دوره اول شورای عالی جمهوری ارمنستان را برعهده داشت.

## زندگی‌نامه
در ۵ ژانویهٔ ۱۹۵۶ ‏در ارمنستان به دنیا آمد . 